# Міст Європи (Австрія)
Міст Європи (нім. Europabrücke) — один з декількох європейських мостів, які мають подібну назву. Крім того, як зразок архітектурного прогресу 1960-х років, він має багато інших титулів — «проєкт століття», «колишній найвищий міст Європи» або «серце автобану Бреннер».
Міст, а точніше віадук, забезпечує найкоротший шлях по трасі європейського автобану E45 з Німеччини та Західної Австрії до Італії (Інсбрук — Больцано — Модена). Він перетинає долину Віпталь і річку Зілль. Міст побудований на торговому шляху через перевал Бреннер, що використовується ще з часів античності, та є одним з головних альпійських маршрутів. Найвищий міст в Австрії, а з часу завершення будівництва в 1963 році, протягом 10 років, до 1974 року, був найвищим мостом у Європі, поки не відкрили на італійській автостраді A3 віадук Сфаласса та віадук Італія. Усі три ці конструкції були перевищені у 2004 році, коли Франція відкрила віадук Мійо, нині найвищий міст у Європі. Найвищий стовп мосту Європи, висотою 137 м, після його побудови був найвищим мостовим стовпом у світі. На мо́сті Європи обладнані майданчики для стрибків з банджі.

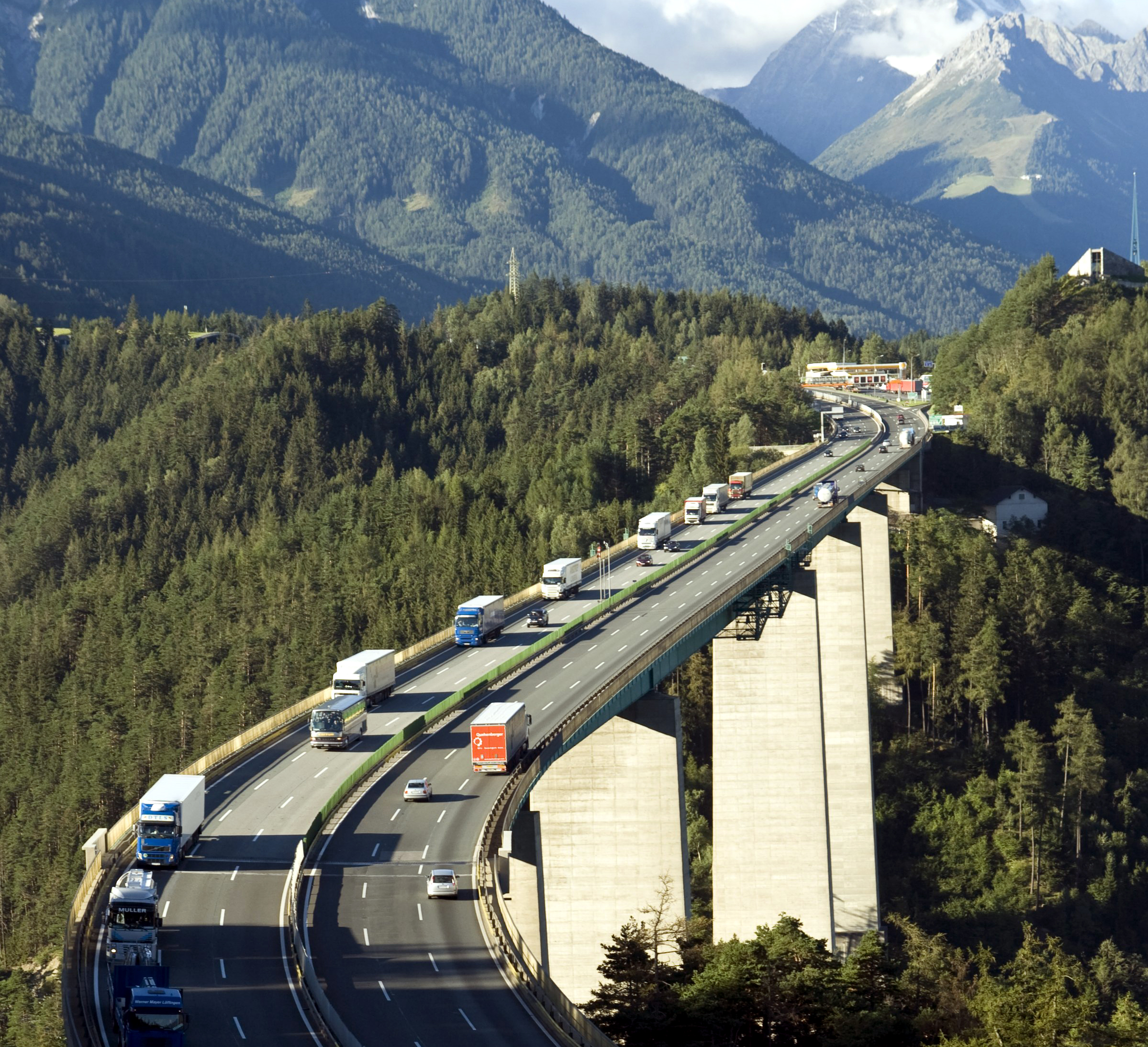
Міст Європи на автобані Е35. 2007

У 2013 році, через 50 років після відкриття для руху, через міст щороку проїжджало понад дванадцять мільйонів автомобілів.

## Історія
Вигідне географічне розміщення перевалу Бреннера та відносно невелика висота (1372 м), що забезпечує зимову безпеку проїзду по ньому, характеризує його як найважливіший перевал північ — південь через Альпи. Уже в римські часи перевал Бреннер був одним із головних транспортних шляхів, оскільки інші альпійські перевали вищі, тому їх складніше подолати.
Будівництво автомагістралі через перевал Бреннер планувалося ще в 1957 році, але тоді будування мо́сту не передбачалося. Однак місцеві жителі, зацікавлені у розвитку альпійського туризму, домоглися прийняття рішення від 25 квітня 1959 року про будівництво віадука. Відстань між Інсбруком і Бреннером становила 34,5 км, різниця висот 772 м, максимальний нахил маршруту не повинен був перевищувати 6 %.

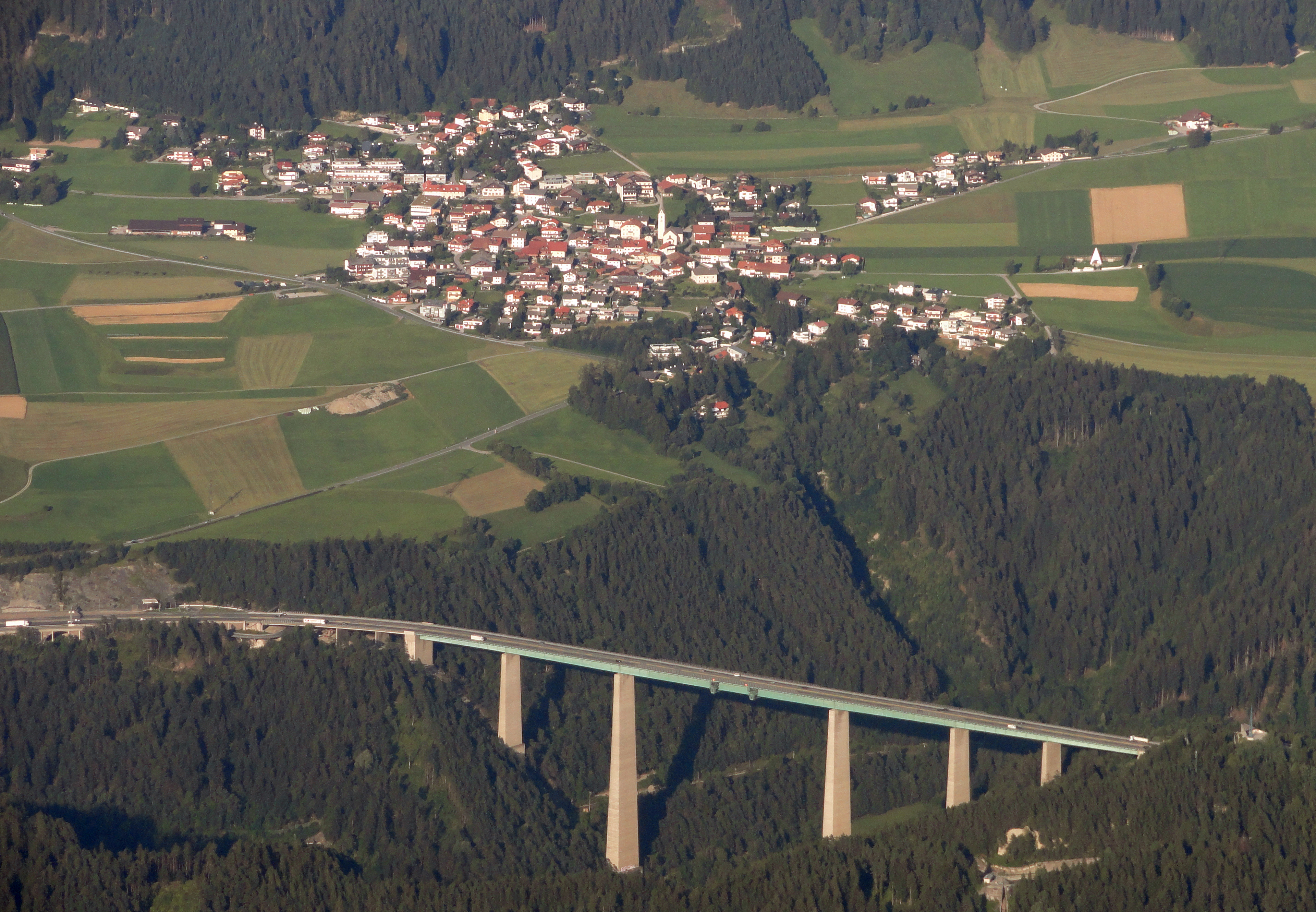
Село Пач. 2011

Участь у конкурсі взяло кілька проектів, серед яких переміг балковий міст конструкторського бюро Waagner-Biro і VÖEST. Будівництво мо́сту, яке почалося у квітні 1959 року, завершилося 17 листопада 1963 року. Відтоді міст був підсилений і відновлювався багато разів.

## Конструкція мосту

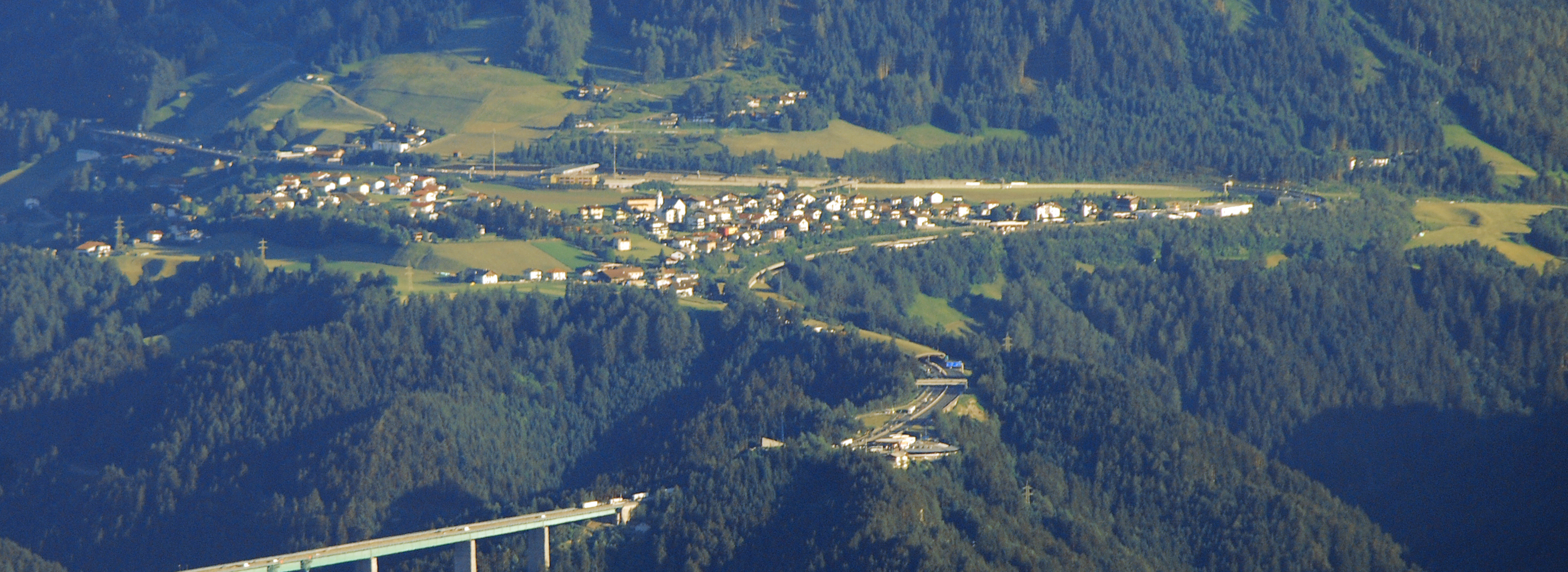
Село Шенберг у Штубайталі. 2009

Головний міст закінчується на підпорі зі сторони села Шенберг. До складу мо́сту довжиною 820 м входить попередньо напружений бетонний мостик довжиною 120 м зі сторони села Пач, перехідна конструкція і головний міст довжиною 657 м з шістьма залізобетонними стовпами і одною балкою проїзної частини з ортотропною плитою на сталевій порожній коробці. Стовпи розміщені відповідно через 81 + 108 + 198 + 108 + 81 + 81 метрів. Найбільший стовп має висоту 137 м і фундамент глибиною 47 м. Міст має висоту 192 метри в найвищій своїй точці.

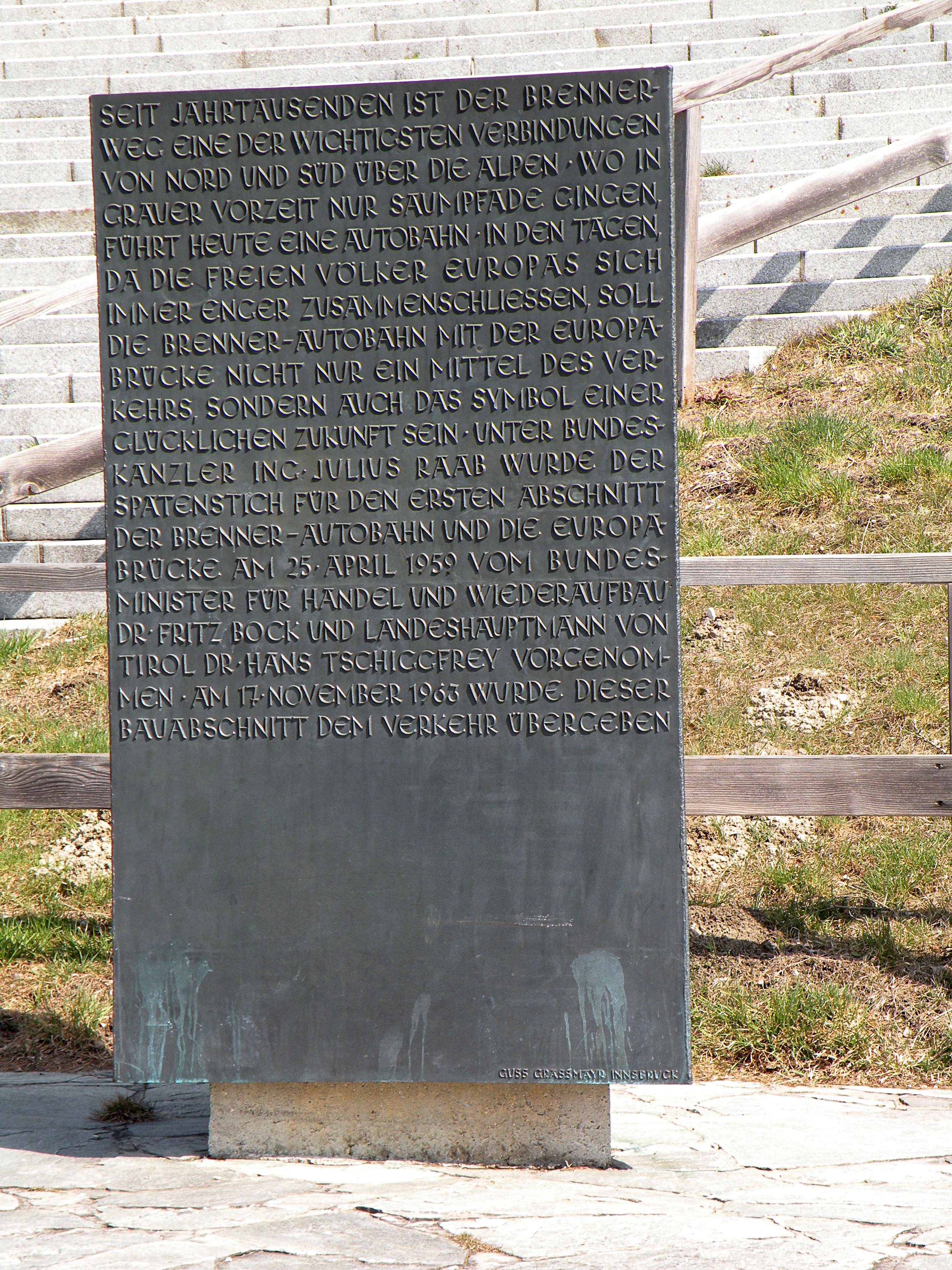
Пам'ятник будівництва
мосту Європи. 2013

Ширина мосту під час реконструкції 1984 року була збільшена з 22,2 м до 24,6 м і зараз має по три смуги для кожного напряму руху. З обох сторін мосту є тротуари з високими огорожами.

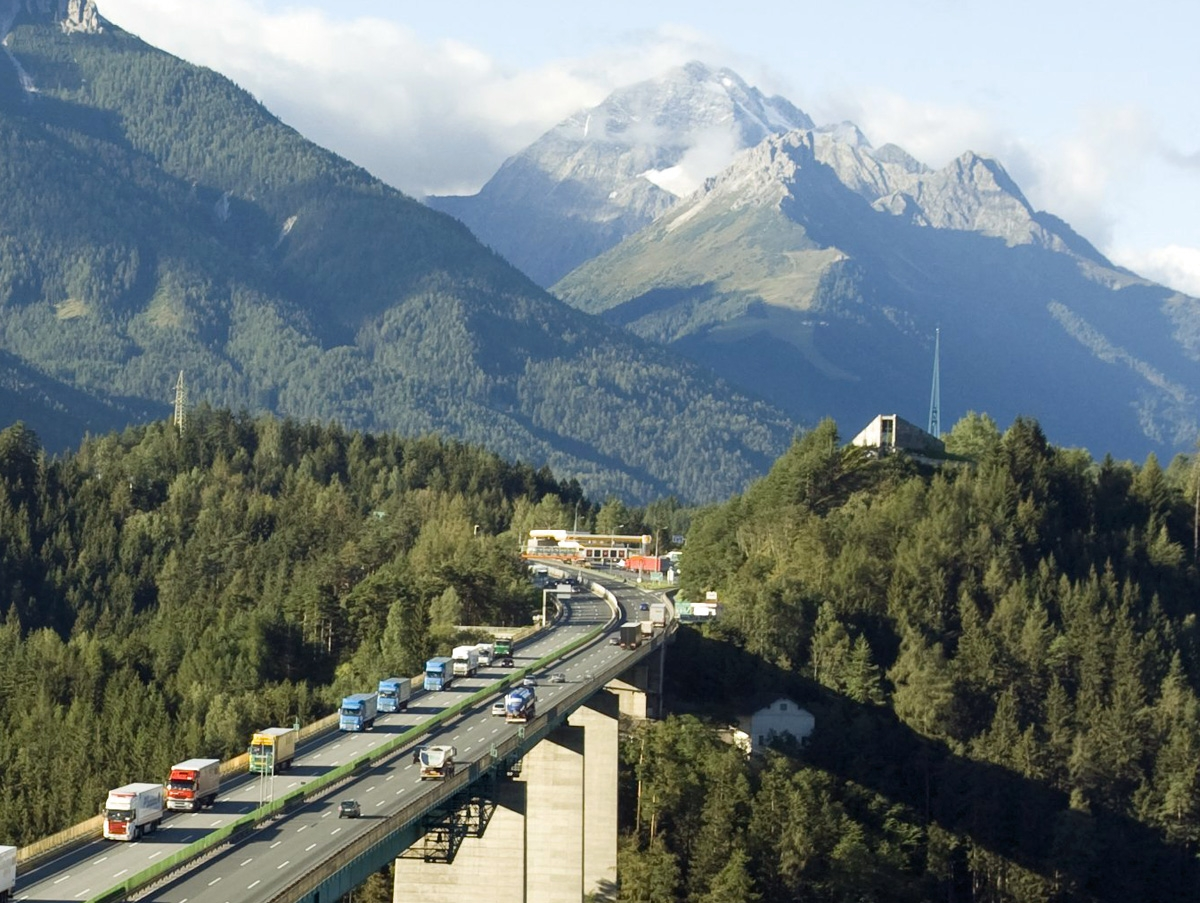
Каплиця над Мостом Європи. 2014

Для будівництва Мосту Європи було використано 55000 м³ землі та каменю, 70000 м³ бетону, 1400 тонн арматурної сталі, 60 тонн попередньо напружених сталевих конструкцій, 6000 тонн конструкційної сталі , 3150 тонн дорожнього покриття та чотири з половиною роки будівництва. Вартість будівництва становила 196 586 647 австрійських шилінгів.

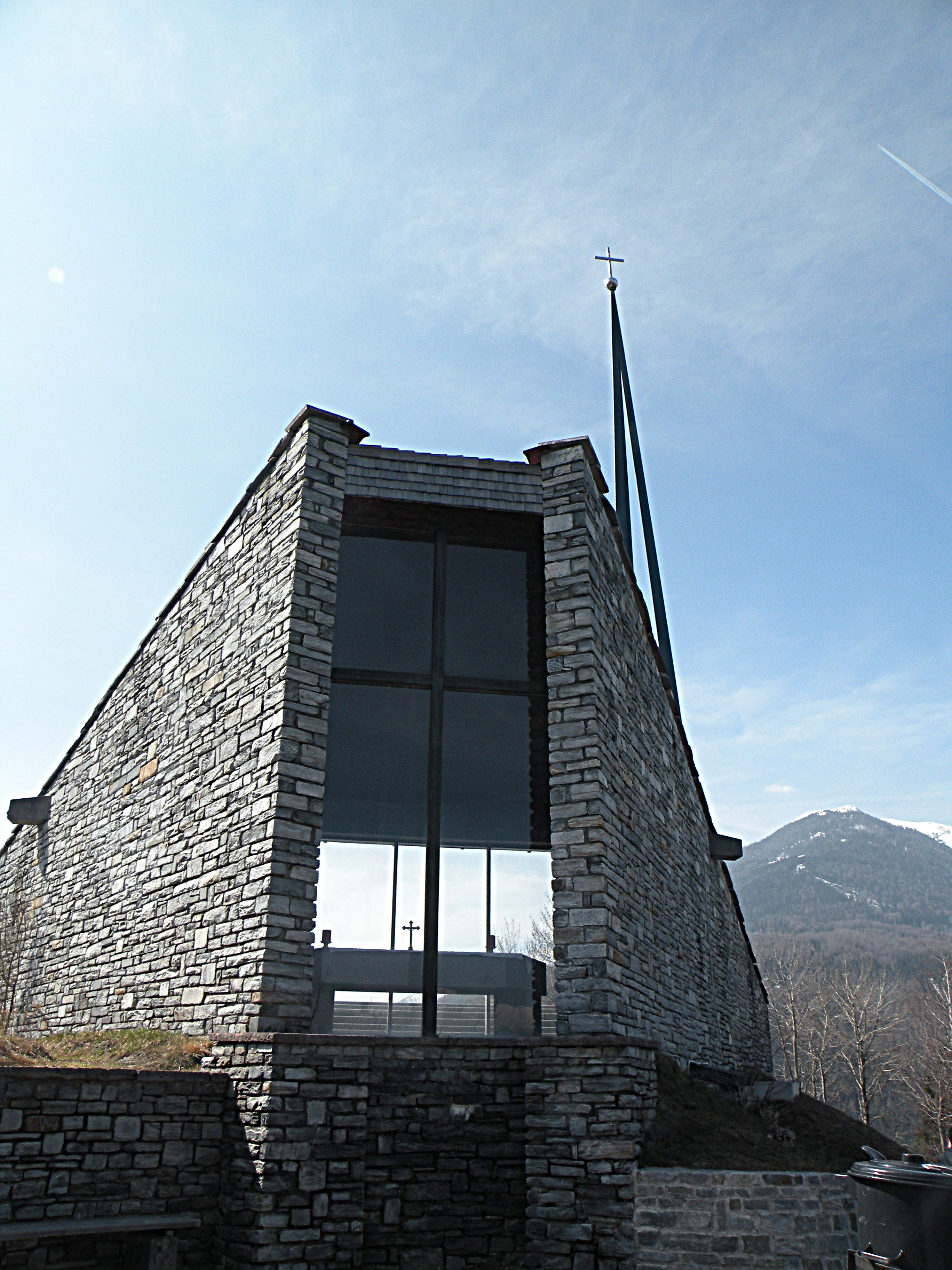
Каплиця мосту Європи. 2013

Міст має висоту 190 метрів над рівнем річки Сіл. Він 10 років був найвищим мостом Європи до побудови віадука Мала Рієка (200 м) у Чорногорії в 1973 році. Через міст щоденно проїжджають від 40 000 до 70 000 автомобілів.

## Каплиця мосту Європи

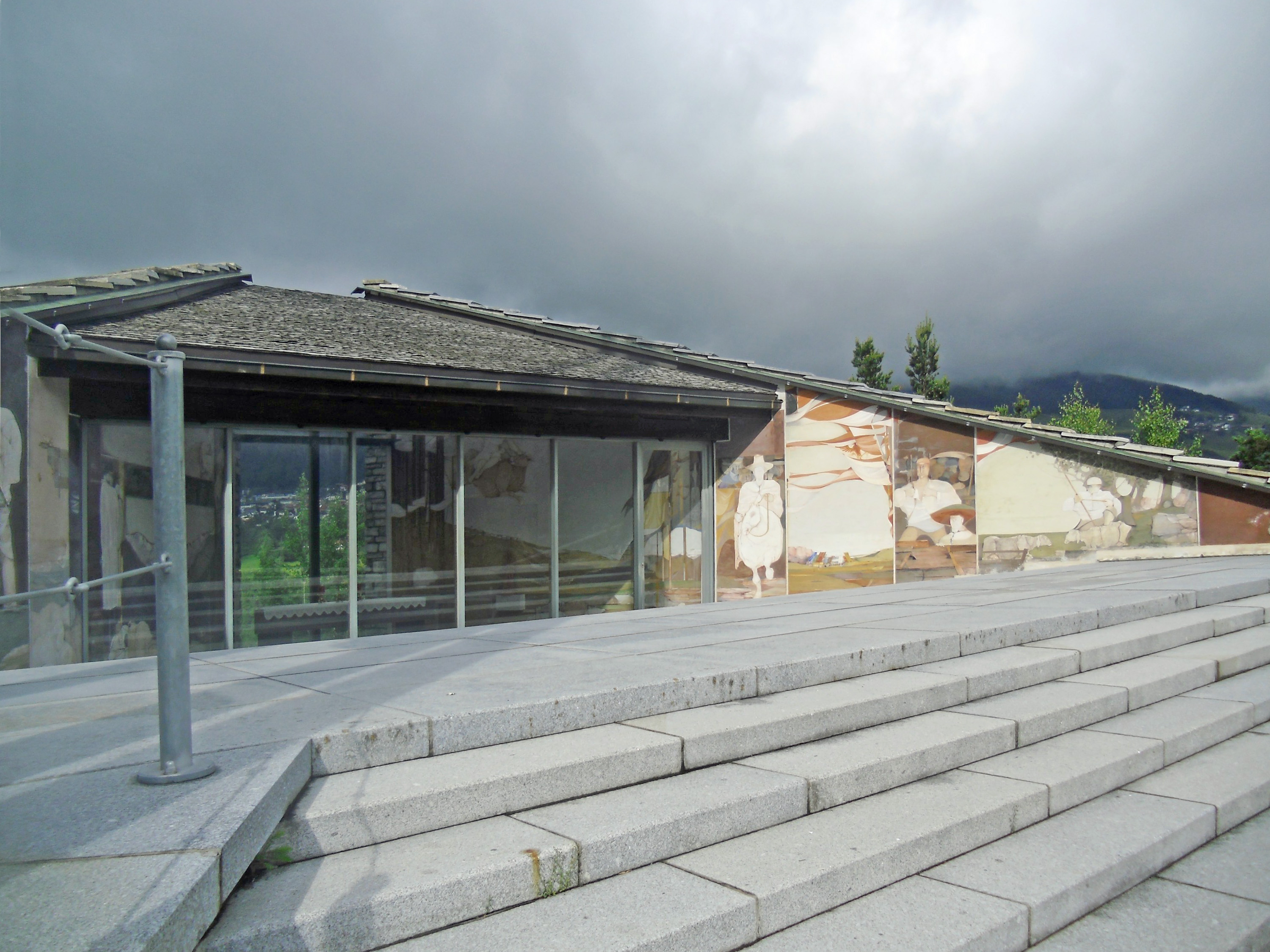
Фрески Карла Платнера

Під час будівництва Мосту Європи внаслідок аварій загинули 22 (23) особи. Існують чутки, що декілька з них впали в ще рідкий бетон пілонів мосту і залишилися там. Для вшанування пам'яті про ці жертви та відзначення великого історичного значення мосту для проїзду через Альпи на скалі над автостоянкою була побудована Каплиця мосту Європи з оглядовим майданчиком під нею. Автором проекту був інсбрукський архітектор Губерт Праченський (1916—2009).
Конструкція архітектурного комплексу каплиці має ромбоподібну основу з діагоналями 40 і 30 метрів. Сходи до каплиці, які поступово звужуються, закінчуються будівлею трикутної каплиці, за простим вівтарем якої через скляну стіну відкривається чудовий краєвид мосту Європи. Стіни каплиці оздоблені фресками південно-тірольського художника Карла Платнера (1919—1986). Поруч з каплицею з металевих стійок побудована дзвіниця.

## Оглядовий майданчик на мосту Єропи
Якщо переїжджатимете з Інсбрука через міст Європи, то після мосту можна повернети праворуч на стоянку. Щоб швидше зорієнтуватися дивіться на карту — Посилання на Google карту. Вдень тут можна безкоштовно припаркуватися. Нічна стоянка заборонена! Цей маршрут потребує оплати за проїзд. Якщо ви їдете через міст Європи з Інсбрука, ви сплачуєте мито на платній станції в Шенберзі. Це спеціальний платний маршрут, який тарифікується індивідуально та незалежно. Ви платите за поїздку.